# Ekologie
Ekologie (z řeckého: οἶκος „obydlí“ A -λογία, „nauka“) je věda, jež se zabývá popisem, analýzou a studiem vztahů mezi organismy a jejich prostředím. Jedná se o interdisciplinární obor, který využívá poznatků mnoha vědních disciplín. Zahrnuje studium interakcí organismů, které mají jak mezi sebou navzájem, tak těch, jež mají mezi jinými organismy i těmi, které mají s abiotickými složkami jejich prostředí. Ekologie bývá definována různě, mezi nejznámější patří Krebsova definice: „Ekologie je vědecké studium procesů regulujících distribuci a abundanci organismů a jejich vzájemné vztahy, a studium toho, jak tyto organismy naopak zprostředkovávají transport a transformaci energie a hmoty v biosféře (především studium struktury a funkce ekosystémů).“ „Výzkum toho, kde se organismy nacházejí, kolik se jich tam vyskytuje a proč.“

## Teorie
Mezi témata, jimiž se ekologie zabývá, patří rozmanitost, distribuce, hmota (biomasa) a počet (populace) jednotlivých organismů, jakož i spolupráce a konkurence mezi organismy, a to jak uvnitř, tak mezi ekosystémy. Ekosystémy se skládají z dynamicky navzájem propojených částí včetně organismů, komunit jež vytváří z neživých složek jejich prostředí. Ekosystémové procesy jako primární produkce, pedogeneze, koloběh živin, a další různé činnosti směřující k vytváření niky regulují toky energie a hmoty skrze prostředí. Tyto procesy jsou udržovány organismy se specifickými životními vlastnostmi, pro označení rozmanitosti organismů se používá termín biodiverzita (biologická rozmanitost). Biodiverzita poukazuje na rozdílnost druhů, genů a ekosystémů a podporuje některé ekosystémové služby.
Ekologie není synonymem životního prostředí, environmentalismu, dějin přírody, nebo věd o životním prostředí. Úzce souvisí s evoluční biologií, genetikou, a etologií ale i s množstvím dalších disciplín a subdisciplín (záleží na konkrétním předmětu zkoumání). Důležitým cílem pro ekology je zlepšit porozumění toho, jak biodiverzita ovlivňuje ekologickou funkci. Ekologové se snaží vysvětlit:
- Životní procesy, interakce a adaptace
- Pohyb materiálu a energie prostřednictvím živých společenství
- Sukcesi a rozvoj ekosystémů
- Počet a distribuci organismů a biologickou rozmanitost v rámci životního prostředí

Existuje mnoho praktických aplikací ekologického myšlení v ochraně přírody, řízení přírodních zdrojů (např. agroekologie, zemědělství, lesnictví, agrolesnictví, rybolov), urbanismu (ekologie města), komunitním zdraví, ekonomii, základní a aplikované vědě, stejně jako v lidských sociálních interakcích (ekologie člověka).
V původním a správném významu je tedy ekologie věda, která se zabývá vztahem organismů a jejich prostředí a vztahem organismů navzájem. Jako první tak nazval a definoval tento vědní obor Ernst Haeckel v roce 1866. Dále se ekologie užívá chybně v širokém smyslu jako ochrana životního prostředí nebo dokonce místo přírodní prostředí (např. ekologicky šetrný výrobek znamená výrobek šetrný k životnímu prostředí).[zdroj?] Toto užití − viz ochrana přírody. Ekologie se také nepřesně používá pro označení ideologie environmentalismu (tzv. hlubinná ekologie, je subdisciplína ekologie, která je základním přesvědčením radikálního ekologického hnutí  Archivováno 7. 6. 2005 na Wayback Machine.). Toto užití − viz ekologismus nebo environmentalismus. Ekologie vychází z: biologie, meteorologie, klimatologie, geologie, geografie, fyziky, chemie, antropologie, lékařských věd (hygiena), ekonomiky, práva, historie, psychologie, technických věd.
Ekologie by měla být více než jen fragmentovaným souborem myšlenek a zásad, ekologie v pravém významu znamená specifický způsob nazírání na svět, který klade důraz na pochopení vzájemných vazeb a vztahů a chápe jednotlivé souvislosti. Poskytuje tak určitý rámec, strukturu, do které je možné zasadit různé dílčí poznatky a následně je interpretovat.

## Historie
Ekologie je považována za novou vědu, která se rozvinula až ve druhé polovině dvacátého století. Její kořeny ale sahají až do 4. stol. př. n. l. Za jednoho z prvních ekologů, jejichž spisy se zachovaly, můžeme považovat Aristotela nebo možná jeho studenta Theophrasta, kteří se oba zajímali o množství druhů živočichů a květin. A právě Theophrastus byl prvním, kdo popsal vztah mezi živočichy a jejich prostředím již ve čtvrtém století př. n. l. Ekologie se posléze rozvíjela v 18. a 19. století. Na počátku jejího etablování jako vědní disciplíny stál Carl Linné a jeho práce zabývající se ekonomií přírody.
Brzy poté přišel Alexander von Humboldt se svou botanickou geografií. Alfred Russel Wallace a Karl Mobius posléze přispěli zmínkou o biocenóze. Eugenius Warming se zabýval ekologií rozšíření rostlin, která posléze vedla ke konstituování ekologie jako disciplíny. Práce Charlese Darwina také přispívají k ustanovení ekologie, Darwin je také proto často považován za jednoho z otců ekologie. Ekologické myšlení se dále prosazuje ve 20. století. Hlavní přínos na tom má koncept biosféry Eduarda Suesse a Vladimira Ivanoviče Vernadského, ekosystém Arthura Tansleyho, tzv. zvířecí ekologie Charlese Eltona a ekologická posloupnost Henryho Cowlese.
Ekologie ovlivnila také sociální a humanitní vědy. Ekologie člověka (tzv. Human ecology) vznikla v počátcích 20. století a pohlíží na lidský druh jako na jeden z dílčích ekologických faktorů. Tvrdí, že lidé znatelně přetvořili své životní prostředí skrze rozvoj svých stanovišť (zejména městské plánování), intenzivním využíváním (jako je těžba či rybaření) a stejně tak vedlejšími efekty (jako je zemědělství, dolování, a průmysl). Kromě ekologie a biologie využívá tato disciplína také mnoho dalších přírodních a sociálních věd, jako je antropologie a etnologie, ekonomie, demografie, architektura a urbánní plánování, medicína a psychologie, a mnoho dalších. Rozvoj ekologie člověka podpořil další využívání ekologie při navrhování a plánování měst.
Později v 60. letech James Lovelock rozšířil pohled na zemi jako na makro organismus a vyslovil svou hypotézu o Gaie. Mezi dalšími důležitými milníky patří v USA např. zákon ESA, Národní environmentální politický zákon (National Environmental Policy act), a rozsáhlá ekologická opatření učiněná po prašných bouřích (Dust Bowl).
Koncem dvacátého století začaly vlády jednotlivých zemí uznávat vliv člověka na biosféru a zemské ekosystémy (Summit Země, Kjótský protokol). Dějiny ekologie jsou úzce spojeny s historií ochrany přírody a životního prostředí a udržitelným rozvojem.

## Udržitelný rozvoj
Více v článku udržitelný rozvoj.
Ekologická poznání byla důležitá jak pro environmentální obrození v šedesátých letech, tak pro etablování koncepce udržitelného rozvoje. Ten je vymezen ve zprávě Naše společná budoucnost jako:  „takový rozvoj, který naplňuje potřeby přítomných generací, aniž by ohrozil schopnost budoucích generací naplňovat potřeby své.“ Ekologický či environmentální pilíř (tzv. ecologically sustainable development) je pak jednou ze tří základních komponent udržitelného rozvoje (dalšími tvoří rovina sociální a ekonomická). Ekologové se poslední dobou nezabývají pouze přírodními fenomény ale i současnou lidskou společností, jejími vzorci jednání a jejich dopady na životní prostředí. Dochází tedy k ekologizaci současných disciplín a etablování nových oborů (ekologická archeologie, ekologická ekonomie, environmentální sociologie, atd.).

## Studium ekologie v Česku
V Česku je studium ekologie včleněno do studijního programu Ekologie a ochrana prostředí. Ekologii lze studovat Katedře ekologie a životního prostředí Přírodovědecké fakulty Univerzity Palackého v Olomouci, která je nejdéle fungující katedrou v daném oboru v Česku. Katedra zoologie téže instituce garantuje bakalářské studium oboru Systematická biologie a ekologie. Podobně laděný obor je součástí studia na Přírodovědecké fakultě Ostravské univerzity. Ekologii lze rovněž studovat na Přírodovědecké fakultě Univerzity Karlovy v Praze v rámci studijního programu Ekologická a evoluční biologie, na Katedře sociální a kulturní ekologie Fakulty humanitních studií Univerzity Karlovy a na dalších vysokých školách. Na studium ekologie a životního prostředí se specializují také celé fakulty, například Fakulta životního prostředí České zemědělské univerzity.

## Systém ekologických věd
- obecná ekologie: zabývá se obecně platnými ekologickými principy.
- ekologie mikroorganismů, ekologie rostlin, ekologie živočichů, ekologie člověka: zabývají se vztahy mezi příslušnými organismy a prostředím.
- ekologie moře: vztahy mezi organismy a prostředím v mořích.
- ekologie lesa: nauka o lesním prostředí
- ekologie krajiny: souvislosti mezi částmi krajiny, změny v krajině (včetně důsledků činností člověka).
- ekologie globální: souvislosti a změny na celé planetě Zemi a jejich vliv na život.
- aplikovaná ekologie: zabývá se praktickou aplikací ekologických poznatků
- produkční ekologie: zabývá se produkční analýzou trofických úrovní a koloběhem hmoty a energie v ekosystému

## Pojetí ekologie dle šíře zkoumaných objektů
- ekologie jedince (autekologie): nejužší pojem, týká se pouze vztahu jednoho konkrétního jedince k ostatním jedincům, nebo k okolnímu prostředí. Příklad: ekologie zajíce
- ekologie populací (demekologie): zabývá se vztahy mezi soubory jedinců stejného druhu (populace) a prostředím. Příklad: ekologie zaječí populace, osídlující podhorské louky v Pošumaví. Součástí populační ekologie je i gradologie.
- ekologie společenstev (synekologie): se zabývá vztahy mezi souborem jedinců různých druhů pobývajících na jednom stanovišti (společenstvo). Příklad: ekologie bukového lesa.
- ekologie biomů: zabývá se nejvyšší úrovní přírodních objektů (biom), je blízce příbuzná biogeografii, tedy nauce o rozmístění organismů na Zemi. Příklad: ekologie středoevropských opadavých lesů.
- globální ekologie: studuje procesy v biosféře, zabývat globálními ekologickými, ale i sociálními problémy, které s ekologií souvisí; blízká globalistice.

## Nové hraniční obory
- agroekologie: zkoumá zemědělské organismy z pohledu jejich vnějšího prostředí; využívá metody ekologie a agronomie;
- bioekologie
- digitální ekologie
- ekofyziologie: zabývá se studiem změn a adaptací fyziologických funkcí souvisejících se změnami prostředí;
- ekoimunologie: sleduje vliv prostředí a jeho změn na práci a efektivitu imunitního systému;
- ekologie obnovy: zabývá se obnovou ekosystémů do původního stavu (viz též rekultivace, revitalizace vodních toků a meliorace);
- ekotoxikologie: kombinuje poznatky vědy studující ekosystémy (ekologie) a vědy studující interakce chemických látek s živými organismy (toxikologie), je součástí toxikologie životního prostředí, je však zaměřena na studium vlivu toxických látek na dynamiku populace uvnitř ekosystémů;
- environmentalistika: zabývá se vztahem člověka a životního prostředí; tvoří tak doplněk ekologie;
- environmentální dějiny
- geobotanika (ekologická botanika)
- geonika: sleduje dopady činnosti člověka a jím vyvolaných aktivit na přírodní prostředí a interakci přírodního a antropogenního prostředí;[6][7]
- globalistika: zkoumá základní otázky existence a vývoje světové společnosti jako celku;[8]
- gradologie: zabývá se gradacemi, jejich příčinami a důsledky; je zaměřena na problematiku přemnožování druhů škodlivých z pohledu zemědělství a lesnictví;
- historická ekologie (archeoekologie): zabývá se historickým vlivem člověka na ekosystémy a naopak v období holocénu;[9]
- informační ekologie
- krajinná ekologie (geoekologie; environmentální geografie): zabývá se studiem komplexní struktury vztahů mezi společenstvy organismů (biocenózami) a podmínkami jejich prostředí v určitém výseku krajiny; využívá metody ekologie, fyzické geografie a geologie;
- lesnická ekologie: zabývá se ekologií lesů;
- lidská ekologie (ekologie člověka; humánní ekologie; sociální a kulturní ekologie;[10] humanitní environmentalistika): hledá porozumění světu přírody i člověka v jejich jednotě a strategie porozumění vedoucí k řešení globálních i místních problémů;
- myslivost: soubor činností prováděných v přírodě ve vztahu k volně žijící zvěři jako součásti ekosystému;
- paleoekologie: využívá data získaná studiem fosilií a subfosilií k rekonstrukci ekosystémů minulosti;